# Sergueï Nikonenko
Sergueï Petrovitch Nikonenko (en russe : Серге́й Петро́вич Никоне́нко), né à Moscou le 16 avril 1941, est un acteur soviétique puis russe.

## Biographie
Diplômé du VGIK en 1964 - atelier de Sergueï Guerassimov et Tamara Makarova, il travaille au Théâtre national d'acteur de cinéma jusqu'en 1974. En 1971, il est diplômé du département de réalisation de VGIK. Il est membre de l'Union des directeurs de la photographie depuis 1968. En 1974, il fait ses débuts en tant que réalisateur et scénariste en tournant Les Oiseaux sur la ville au Studio Gorki.

## Filmographie partielle
- 1965 : Mon chemin (Így jöttem) de Miklós Jancsó : Kolja
- 1965 : Ouvrez, on sonne (Звонят, откройте дверь) de Alexandre Mitta : Petia Krioutchkov
- 1969 : Non justiciable (Неподсуден) de Vladimir Krasnopolski : second pilote
- 1969 : Des gens étranges (Странные люди) de Vassili Choukchine
- 1981 : Le Sixième (Шестой) de Samvel Gasparov
- 1985 : Soir d'hiver à Gagra (Зимний вечер в Гаграх) de Karen Chakhnazarov : chorégraphe
- 1990 : Stalingrad (Сталинград) de Iouri Ozerov : le général Alexandre Rodimtsev
- 1992 : Encore, toujours encore ! (Анкор, ещё анкор!) de Piotr Todorovski : Ivan Krioukov
- 1998: Composition pour le jour de la victoire (Сочинение ко Дню Победы) de Sergueï Oursouliak : Nechiporernko
- 2009 : Dix Hivers à Venise (Dieci inverni) de Valerio Mieli : le professeur de russe
- 2009 : Attaque sur Léningrad (Ленинград) de Alexandre Bouravski : le capitaine d'artillerie (téléfilm)